# Nikołaj Aleksandrow
Nikołaj Stiepanowicz Aleksandrow (ros. Николай Степанович Александров, ur. 6 grudnia 1926 we wsi Klucze w obwodzie kujbyszewskim (samarskim), zm. 2 grudnia 2011 w Saratowie) – radziecki działacz partyjny i państwowy.

## Życiorys
W latach 1941–1943 pracował w kołchozie, 1943-1949 studiował w Kujbyszewskim Instytucie Industrialnym, 1949-1960 pracował w Fabryce im. Dzierżyńskiego w Bałakowie jako technolog odlewni, majster działu kontroli technicznej, szef warsztatu remontowo-mechanicznego i od 1952 główny technolog. Od 1953 należał do KPZR, 1971-1989 był przewodniczącym Komitetu Wykonawczego Saratowskiej Rady Obwodowej. W 1998 otrzymał honorowe obywatelstwo obwodu saratowskiego.

## Odznaczenia
- Order Lenina
- Order Rewolucji Październikowej
- Order Czerwonego Sztandaru Pracy (dwukrotnie)
- Order „Znak Honoru”
- Medal 100-lecia urodzin Lenina
- Medal „Za ofiarną pracę w Wielkiej Wojnie Ojczyźnianej 1941–1945”